# Khaira Arby
Khaira Arby, được biết đến với cái tên Nightingale of Timbuktu (21 tháng 9 năm 1959 – 19 tháng 8 năm 2018), là một ca sĩ người Mali.

## Cuộc sống ban đầu
Arby là con gái của một người cha Tuareg và một người mẹ Songhai. Cô bắt đầu hát từ nhỏ cho đám cưới và lễ hội truyền thống, và ở tuổi mười một, bắt đầu hát trong một đoàn nhạc kịch từ thành phố Timbuktu. Trong nhiệm kỳ tổng thống của Moussa Traoré, chính sách văn hóa đã bảo vệ và phát triển văn hóa Malian truyền thống.
Arby rời Timbuktu để tham gia đoàn nghệ thuật Gao, một thị trấn cách đó 400 km về phía đông. Cha và chồng cô đã cố gắng khiến cô từ bỏ sự nghiệp nghệ thuật, nhưng cô đã tiếp tục hoạt động âm nhạc trong nhóm Badema National sau một thời gian nghỉ ngơi. Arby ly dị người chồng bất đắc dĩ và tái hôn sau đó.

## Sự nghiệp
Năm 1992, Arby bắt đầu sự nghiệp dưới tên riêng của mình, người phụ nữ Malian đầu tiên làm như vậy. Vào năm 2010, cô đã được công nhận ngoài Mali và âm nhạc của cô đã nhận được sự đón nhận thuận lợi ở Bắc Mỹ. Cô đã lưu diễn ở Hoa Kỳ  và biểu diễn tại Pop Montreal vào năm 2010 và Liên hoan nhạc Jazz quốc tế Montreal vào năm 2011 
Vào năm 2012, các chiến binh thánh chiến, với sự giúp đỡ của cựu lính đánh thuê Tuareg trở về từ Libya, đã xâm chiếm miền bắc Mali và chiếm lấy Sahel. Arby đã sống lưu vong, tạm thời định cư tại Bamako. Ở Timbuktu, các chiến binh thánh chiến đe dọa gia đình cô và phá hủy các nhạc cụ của cô. Ba năm sau, năm 2015, cô trở lại Timbuktu. Cô nói "Tôn giáo của chúng tôi chưa bao giờ cấm âm nhạc. Nhà tiên tri đã được chào đón với những bài hát khi ông đến Mecca. Cắt nhạc giống như giữ cho chúng ta không thở. Nhưng chúng tôi tiếp tục chiến đấu, và nó sẽ đi, inch'Allah. " 

## Công trình
Arby đã viết và hát bằng các ngôn ngữ bản địa của khu vực: Songhai, Tamachek, Bambara và tiếng Ả Rập. Cô có một giọng nói khó chịu. Lời nói của cô đề cập đến những vấn đề nhạy cảm. Trong khi các cuộc nổi loạn của Tuareg nối tiếp nhau vào năm 1990 Mạnh1996, 2006, và 20072002009, cô đã ủng hộ hòa bình. Cô hát về quyền của phụ nữ đối với quyền tự chủ, đào tạo, hạnh phúc và thỏa mãn, và cũng chống lại sự cắt xén bộ phận sinh dục nữ. Về mặt thực tế, cô pha trộn nhạc cụ truyền thống, sử dụng ví dụ n'goni, njarka và trống với nhạc cụ điện.